# Steve Monteith
Steve Monteith (né le 21 septembre 1943 à Stratford (Ontario)) est un joueur canadien de hockey sur glace. Lors des Jeux olympiques d'hiver de 1968, il remporte la médaille de bronze.

## Palmarès
- Médaille de bronze aux Jeux olympiques de Grenoble en 1968